# Suramericano de Natación de 2004 - 4×100 m. Libre Masculino
La prueba de 4x100 m libre masculino del campeonato sudamericano de natación de 2004 se realizó el 28 de marzo de 2004, cerrando el cuarto y último día de competencias del campeonato.

## Resultados
| Posición | Carril | Nadadoras                                                               | Tiempo   |
| -------- | ------ | ----------------------------------------------------------------------- | -------- |
| 1        | 4      | Jader Souza Gustavo Borges Rodrigo Castro Thiago Pereira                | 3:24.89. |
| 2        | 5      | Albert Subirats Octavio Alesi Francisco Paez Luis Rojas                 | 3:25.27. |
| 3        | 3      | Sergio Ferreyra Joaquin Belza Fernando Aguilera Jose Meolans            | 3:27.24. |
| 4        | 6      | Francisco Picasso Carlos Zuasnabar Paul Kutscher Nicolas Mafio          | 3:27.46. |
| 5        | 7      | Maximiliano Schnettler Giancarlo Zolezzi Carlos Castro Rodrigo Olivares | 3:28.88. |
| 6        | 2      | Fernando Jácome Guillermo Ramírez Sebastian Arango Ortiz                | 3:35.71. |
| 7        | 1      | Carlos Canepa Carlos Gil Juan Valdivieso Alessio Domenack               | 3:40.44. |
| 8        | 8      | Eduardo Carrillo Antonio Leon Pereira Lobo                              | 3:46.84. |